# Vescomtat de Lavedan
El vescomtat de Lavedan fou una jurisdicció feudal del comtat de Bigorra donada al fill del comte Llop I de Bigorra a la seva mort el 910. Aquest fill anomenat Mansió I va rebre el vescomtat amb el senyoriu de Lupon (després Castèllobon). Mansió va repartir el dominis entre dos fills que van originar la branca de vescomtes de Lavedan i la de vescomtes de Salt. Fort I Aner va deixar també els dominis a dos fills que van iniciar les cases vescomtals de Labarta i Zuberoa (conegut també com a Vescomtat de Soule). Arnau I va deixar dos fills, un anomenat Ramon Garcia que fou el successor en el vescomtat, i un altre conegut com Arnau d'Aragó que va rebre els senyorius a Ors, Puèiferrer i Bèucens (mort el 1085) continuada pel seu fill Fort Aner (mort el 1207) i el fill d'aquest Arnau II d'Arago (mort el 1252). A partir del 1216 el domini principal fou la senyoria de Castèllobon i per això els vescomtes es titularen senyors de Lavedan i Castèllobon i més tard Barons de Castèllobon (a vegades també barons de Lavedan). La dinastia es va extingir a finals del segle xv i va passar als Bezaudun.

## Llista de vescomtes
- Mansió I 910-?
- Aner I (fill) ?-976
- Anerils I (germà associat) ?-1009 (inicia la casa vescomtal de Salt)
- Fort I Aner (fill d'Aner) 976-1022
- Garcia I (fill) 1022-1037
- Guillem I (germà, associat) 1022-1040 (inicia la casa vescomtal de Zuberoa)
- Ramon Garcia I (fill de Garcia I) 1040-1074
- Auger I (fill) 1074-1095
- Ramon I (fill) 1095-?
- Arnau I (fill) ?-1144
- Ramon Garcia II (fill) 1144-1188
- Pelegrí I (fill) 1188-1216
- Ramon Garcia III (fill) 1216-1233 (senyor de Lavedan i Castèllobon)
- Pelegrí II (fill)1233-1253 (senyor de Lavedan i Castèllobon)
- Els dominis formen la Baronia de Lavedan (també anomenada baronia de Castèllobon)
- Ramon Garcia IV (fill) 1253-1293
- Arnau II (fill) 1293-1319
- Ramon Garcia V (fill) 1319-1339
- Arnau III (fill) 1339-?
- Ramon Garcia VI (fill) ?-?
- Arnau IV (fill) ?-?
- Arnau V ?-1445
- Ramon Garcia VII 1445-1492
- Joana (filla) 1492
- als Bezaudun després de 1492